# OpenAL
OpenAL（Open Audio Library）是自由軟體界的跨平台音效API。它設計給多通道三維位置音效的特效表現。其API風格模仿自OpenGL。

## 歷史
OpenAL最初是由Loki Software所開發。是為了將Windows商業遊戲移植到Linux上。Loki倒閉以後，這個專案由自由軟體／開放源始碼社群繼續維護。不過現在最大的主導者（並大量發展）是創新科技，並得到來自苹果公司和自由軟體／開放原始碼愛好者的持續支援。

## API結構和功能
OpenAL主要的功能是在來源物體、音效緩衝和收聽者中編碼。來源物體包含一個指向緩衝區的指標、聲音的速度、位置和方向，以及聲音強度。收聽者物體包含收聽者的速度、位置和方向，以及全部聲音的整體增益。緩衝裡包含8或16位元、單聲道或立體聲PCM格式的音效資料，表現引擎進行所有必要的計算，如距離衰減、多普勒效應等。
不同於OpenGL規格，OpenAL規格包含兩個API分支；以實際OpenAL函式組成的核心，和ALC API，ALC用於管理表現內容、資源使用情況，並將跨平台風格封在其中。還有「ALUT」程式庫，提供高階「易用」的函式，其定位相當於OpenGL的GLUT。

## 可攜性
這個API可用於以下平台：
- Mac OS X
- GNU／Linux（OSS和ALSA的後端）
- BSD
- Solaris
- IRIX
- Microsoft Windows
- PlayStation 2
- PlayStation 3
- Xbox
- Xbox 360
- Nintendo GameCube
- Wii
- MorphOS

## 應用程式
遊戲：
- Minecraft - 3D建築遊戲

其它應用程式：
- Blender - 3D建模和渲染工具。
- Unity - 3D遊戲引擎和IDE。
- ..Basic4gl - 編譯器和編程軟體。

更詳盡的列表可在OpenAL網站查尋。

## 外部連結
- OpenAL官方網站（页面存档备份，存于）
- DevMaster.net OpenAL教學